# Dubrovački ćirilski molitvenik
Dubrovački ćirilski molitvenik iz 1512. godine prva je hrvatska ćirilična knjiga.

## Povijest
Tiskan je u Veneciji u tiskari Giorgio Rusconi naslovljen Od blažene gospođe ofičje (l. 140, vel. 15,2 x 10,2 cm). Po sadržaju, namjeni i oblikovanju to je molitvenik tipa Liber horarum, koji je u prvoj polovici XVI. stoljeća bujao u Italiji, napose u Veneciji, te u sjeverozapadnoj Francuskoj (osobito u Parizu). U talijanskim krajevima javlja se pod naslovom Officium romanum. 
Osnovnu jezgru molitvenika toga tipa čini služba ili Marijin oficij (Officium beatae Mariae Virginis), ali svaki takav molitvenik „priča svoju vlastitu priču“, što pokazuje dubrovački ćirilski molitvenik iz 1512. godine. 
Uz Marijin oficij sadrži sve glavne dijelove što se obično nalaze u latinskim Officium b. Mariae V., to jest sadrži: još Kalendar, Oficij sv. Križa, Oficij sv. Duha, Sedam psalama pokornih s Litanijama svih svetih, Oficij za mrtve, a u nekim primjercima dolazi i Petnaest molitava sv. Brigite (švedske), što znači da je sastavljen od dviju „jedinica“ objavljenih kao jedna knjiga (kao jedna tipografska cjelina). Mogle su (kao što je u to doba nerijetko bivalo) biti objavljene i svaka za sebe. Na to upućuju dva kolofona: na svršetku Ofičja: Štanьpano u Bneciehь u Zorьzi Rusьkoni izь Milana po mešьtru Franьčesьkh (!) Ratьkoviću izь Dubrovnika u 1512. ljetь na 2 agusьta mieseca (l. 127r) i Štanьpano po mešьtru Franьčesьku Ratьkovu Dubrovčaninu u 1512. lietь na 10. agusta mieseca (l. 140r). Da su Ofičje Marijino i Molitve sv. Brigite mogli biti objavljeni kao cjelina i odvojeno, svaka za sebe, pokazuju (samo) – tri očuvana originalna primjerka od kojih jedino primjerak u Parizu ima oba dijela, dok primjerci u Oxfordu i Washingtonu nemaju Molitava sv. Brigite.
Tisak je dvobojan: crni i crveni. Raskošno je ukrašen: svaka je stranica (osim naslovne stranice Molitava sv. Brigite) uokvirena bordurom s figurama; ima 12 povećih slika (drvoreza), koje zajedno s okvirom idu preko cijele stranice (smještene su pred početkom važnijih dijelova teksta). 
Čini se da su za ovaj Molitvenik rezana slova, inicijali, bordure i slike – ocijenio je Milan Rešetar, koji je 1938. godine priredio novo izdanje teksta starom ćirilicom i opširnim uvodom, smatrajući ga srpskim Molitvenikom. Što se pak jezika tiče, Rešetar ocjenjuje: „... ima u Molitveniku mnogo oblika i riječi što se dandanas ne govore u Dubrovniku; prije svega sve što je preuzeto iz crkvenoga teksta a nije naše, pa onda i ono nekoliko što je ostalo iz čakavsko dalmatinske matice, ali to ništa ne smeta da rečemo da je sve ostalo dubrovačko...“ Rešetar smatra da je Molitvenik srpski unatoč tomu što sam kaže: „Srpski molitvenik štampan je ćirilicom, ali nije ustavnim slovima ni pravopisom pravoslavnih crkvenih knjiga kojima su prije njega štampane u Cetinju 1494. i 1495... već iznosi djelomice svoj tip ćirilskih slova koji je udešen prema ćirilskom rukopisu (zapadnoj ćirilici), kojim su se tada pisale kod nas stvari što nisu namijenjene ni pravoslavnoj crkvi ni pravoslavnoj vjeri, pa je zato skoropis bio ćirilsko pismo, što su redovno upotrebljavali naši katolici i muslimani“ (Srpski molitvenik od g. 1512. Novo izdanje priredio Milan Rešetar. Srpska kraljevska akademija. Posebna izdanja, knjiga CXXII. Filosofski i filološki spisi, knjiga 32, Beograd 1938, str. LX+109).